# Chelsea (album)
Chelsea je jediné studiové album americké rockové skupiny Chelsea. Album vyšlo v roce 1970 a produkoval ho Lewis Merenstein. V této skupině hrál i pozdější člen skupiny Kiss, bubeník Peter Criss. Na albu se podílel i dřívější člen The Velvet Underground John Cale.

## Seznam skladeb
| Pořadí         | Název               | Autor                                   | Délka |
| -------------- | ------------------- | --------------------------------------- | ----- |
| 1.             | Rollin' Along       | Shepley, Brand                          | 2:34  |
| 2.             | Let's Call It A Day | Shepley, Brand                          | 3:05  |
| 3.             | Silver Lining       | Aridas, Benvenga                        | 2:49  |
| 4.             | All American Boy    | Shepley, Brand                          | 3:55  |
| 5.             | Hard Rock Music     | Shepley, Brand                          | 5:10  |
| 6.             | Ophelia             | Shepley, Brand                          | 2:38  |
| 7.             | Long River          | Shepley, Brand                          | 6:41  |
| 8.             | Grace               | Shepley, Brand                          | 3:17  |
| 9.             | Polly Von           | Shepley, Brand, Aridas, Benvenga, Criss | 5:01  |
| 10.            | Good Company        | Shepley, Brand                          | 1:44  |
| Celková délka: | Celková délka:      | Celková délka:                          | 37:54 |

## Sestava
Chelsea
- Peter Shepley – zpěv
- Mike Brand – kytara
- Chris Aridas – kytara
- Michael Benvenga – baskytara, zpěv
- Peter Criss – bicí

Hosté
- John Cale – viola (skladby 7 a 10)
- Steve Loeb – piáno (skladba 8)